# Groupe de permutations
En théorie des groupes (mathématiques), un groupe de permutations d'un ensemble X est par définition un sous-groupe du groupe symétrique SX. On parle d'un groupe de permutations de X ou, s'il n'est pas nécessaire de préciser l'ensemble X, d'un groupe de permutations.

## Conventions
Pour un ensemble X, nous désignerons ici par SX et nous appellerons groupe symétrique de X l'ensemble des permutations de X, muni de la loi de groupe ∘ définie par f ∘ g : X → X, x ↦ f(g(x)). Cette définition convient à l'étude des actions à gauche d'un groupe sur un ensemble. Le groupe opposé du groupe noté ici SX convient à l'étude des actions à droite. Quand nous parlerons d'une action d'un groupe sur un ensemble, il s'agira d'une action à gauche. On sait qu'une action à gauche d'un groupe G sur un ensemble X peut être vue comme un homomorphisme de groupes de G dans SX.

## Action naturelle d'un groupe de permutations
Soit G un groupe de permutations d'un ensemble X. Le groupe G agit (à gauche) sur X par
{\displaystyle G\times X\rightarrow X:(g,x)\mapsto g(x).}
Cette action est appelée l'action naturelle de G sur X; comme X est déterminé par G, on peut parler simplement de l'action naturelle de G. L'homomorphisme de G dans SX correspondant à cette action est l'injection canonique (inclusion) g ↦ g de G dans SX. Puisque cet homomorphisme est injectif, l'action naturelle d'un groupe de permutations est donc fidèle.

Une bonne partie de la terminologie des actions de groupe est appliquée aux groupes de permutations. Par exemple, on dit qu'un groupe de permutations est transitif si son action naturelle est transitive.

## Groupe de permutations associé à une action de groupe
Comme on l'a rappelé, une action d'un groupe G sur un ensemble X peut être vue comme un homomorphisme de groupes φ de G dans SX. L'image φ(G) de cet homomorphisme est un groupe de permutations de X. Certaines propriétés de l'action de G sur X ne dépendent que de φ(G). Par exemple, les orbites de l'action de G sur X sont exactement les orbites de  l'action naturelle de φ(G) et en particulier, l'action de G sur X est transitive si et seulement φ(G) est transitif. En revanche, la fidélité de l'action de G sur X n'est pas déterminée par φ(G).
Si l'action d'un groupe G sur un ensemble X est fidèle, l'homomorphisme (de groupes) φ de G dans SX associé à cette opération est injectif et induit donc un isomorphisme ψ : g ↦ φ(g) de G sur φ(G). Si l'on désigne par f la bijection identique de X sur lui-même, alors, pour tout élément x de X et tout élément g de G,
{\displaystyle f(g\cdot x)=\psi (g)\cdot f(x),}
où les points désignent respectivement l'action de G sur X et l'action naturelle de φ(G). Il en résulte que l'action de G sur X (si elle est fidèle) est quasi équivalente à l'action naturelle de φ(G). Ainsi, toute action fidèle d'un groupe sur un ensemble est quasi équivalente à l'action naturelle d'un groupe de permutations de cet ensemble. Ceci amène certains auteurs à dire qu'un groupe agissant fidèlement sur un ensemble est un groupe de permutations de cet ensemble. On n'adoptera pas cette façon de parler dans le présent article.

## Similitudes entre groupes de permutations
Soient G un groupe de permutations d'un ensemble X et H un groupe de permutations d'un ensemble Y. On dit que G et H sont semblables si leurs actions naturelles sont quasi équivalentes. D'après la définition des opérations quasi équivalentes, cela signifie qu'il existe une bijection f de X sur Y et un isomorphisme de groupes σ de G sur H tels que, pour tout élément g de G et tout élément x de X, on ait
où les points représentent respectivement l'opération naturelle de G (sur X) et celle de H (sur Y).

Vu la définition des opérations naturelles, cela revient à dire qu'il existe une bijection f de X sur Y et un isomorphisme de groupes σ de G sur H tels que, pour tout élément g de G, on ait
On voit que σ est entièrement déterminé par f, donc G et H sont semblables si et seulement s'il existe une bijection f de X sur Y telle que H soit l'image de G par l'isomorphisme s ↦ f ∘ s ∘ f−1 de SX sur SY.

En particulier, deux groupes de permutations d'un même ensemble X sont semblables si et seulement s'ils sont conjugués dans SX.

## Théorème de Cayley
Le théorème de Cayley dit que tout groupe est isomorphe à un groupe de permutations.